# Allegro ma non troppo (film)
Allegro ma non troppo (Alegre ma non troppo) è un film del 1994 diretto da Fernando Colomo.
Commedia romantica spagnola con protagonista Penélope Cruz.